# Synagoge (Roxheim)
Die Synagoge im  Ortsteil Roxheim der rheinland-pfälzischen Gemeinde Bobenheim-Roxheim bestand als jüdischer Sakralbau von 1889 bis in die 1930er Jahre. Das Gebäude besteht heute nicht mehr, es musste dem Neubau eines Einfamilienhauses weichen.

## Geschichte
Auch in dem ehemaligen „Rheindorf“ Roxheim des Wormser Bischofs hatten sich um 1770 Juden angesiedelt. Die Franzosen zählten 1797 16 Israeliten und vermerkten 1808 die Ansiedlung einer fünfköpfigen Familie im benachbarten Bobenheim. Bereits 1824 gab es in Roxheim eine „Schul“. Dieser Betsaal war ein ehemaliger Stall. 15 Jahre später reichte die Gemeinde ein Gesuch zum Bau einer Synagoge ein. Aber erst nach weiteren 15 Jahren konnten die Pläne verwirklicht werden. Im März 1854 machten sich die 47 Roxheimer und 13 Bobenheimer Juden von Frankenthal selbstständig. In der Bobenheimer Straße kauften sie ein Haus und bauten es um. Roxheim war die einzige dörfliche Gemeinde, die von 1830 bis 1884 die Zahl ihrer Mitglieder noch steigern konnte. Die Abwanderung in die Städte blieb weniger dramatisch als im Umland. Ein Grund war die seit 1853 bestehende Bahnverbindung nach Ludwigshafen am Rhein und Worms.
Verheerende Folgen für das Dorf hatte die Schaffung einer neuen Neckarmündung. Bis 1869 war die Friesenheimer Insel bei Hochwasser ein Schutzschild gewesen. Doch Ende 1882 brach der noch unverstärkte Rheindamm bei Oppau. Eine Woche später, nach dem Bruch des Frankenthaler Kanaldamms, wurden auch Mörsch und Roxheim zu Inseln. Nach dem Schicksalsschlag der durch das Hochwasser zerstörten Synagoge mietete die Gemeinde für eine jährliche Miete von 70 Mark eine Betstube an. Nachdem der Mietvertrag ausgelaufen war, erging im Oktober 1885 ein Aufruf an die „Theuren Glaubensgenossen“. Moses Fränkel und Samuel Bender baten um Spenden für die Gemeinde, „da sie nur aus 12 Familien, die zum Theil nur gering bemittelt, theils aber auch arm sind, besteht.“ Als Baukosten waren 7000 Mark veranschlagt.
1889, vier Jahre später wurde an alter Stelle ein Neubau eingeweiht. Er war größer als sein Vorgänger. Im Erdgeschoss befand sich eine Lehrerwohnung, im Obergeschoss der Betsaal. Die Unterlagen berichten von einer Ausmalung „mit Rosetten, Friesen und Zierlinien“. Teile des Toraschreins waren vergoldet.
Bald nach dem Ersten Weltkrieg konnte der Minjan von zehn religionsmündigen Männern nicht mehr erreicht werden. Die Gemeinde löste sich um 1930 auf. Die Synagoge wurde verkauft und zum Wohnhaus umgebaut. Wegen des Eigentümerwechsels nahm es in der Zeit des Nationalsozialismus keinen Schaden.

## Bauwerk
Das Gebäude stand an der Bobenheimer Straße in Sichtweite der katholischen Pfarrkirche St. Maria Magdalena von 1834. Der Baukörper ist heute nicht mehr erhalten. Markant war der steile Giebel mit zwei erhaltenen Bogenfenstern und einem Rundfenster. Die weiteren Bogenfenster waren zugemauert oder zur Straßenseite durch moderne Fenster ersetzt worden. An der Westseite war auch noch der Scheitelstein des Eingangs erhalten. Dieser trug noch die Jahreszahl 1889, während die hebräische Inschrift abgeschlagen war. In der Denkmaltopographie des Ortes ist der Bau nicht aufgeführt. Die Unterschutzstellung des Bauwerks, auch in Teilen, scheiterte 1985.
Es war das letzte Zeugnis einer Synagoge im nördlichen Rhein-Pfalz-Kreis und im östlichen Teil des ehemaligen Landkreises Frankenthal.